# Rakowica Mała
Rakowica Mała (biał. Малая Ракавіца, ros. Малая Раковица) – wieś na Białorusi, położona w obwodzie brzeskim w rejonie brzeskim, w składzie sielsowietu motykalskiego, położona o ok. 5 km na zachód od siedziby sielsowietu, Motykał Wielkich i ok. 15 km na północny zachód od Brześcia.
Wg spisu z roku 1897 wieś liczyła 111, w roku 1970 wieś miała 58 mieszkańców, a w 2010 tylko 13 mieszkańców.

## Historia
Pierwsze wzmianki o Rakowicy pochodzą z roku 1524, kiedy była częścią dóbr królewskich, później kolejno rodzin Romanowiczów, Sokołów (od roku 1565) i kniaziów Szujskich. W roku 1698 należała do Jana Szujskiego, podstolego bracławskiego, następnie przeszła na jego syna Franciszka (1704), który przekazał majątek swemu bratu Maciejowi Stanisławowi, podczaszemu brzeskiemu, zmarłemu w roku 1715. W roku 1730 od Ignacego Szujskiego kupił Rakowicę wraz z przyległymi wsiami podczaszy żmudzki Stanisław Tołłoczko herbu Pobóg, z rodu wywodzącego się z Tołoczyna w powiecie orszańskim; w ich posiadaniu majątek był blisko dwa wieki. Od roku 1740 majątkiem władał Piotr Tołłoczko (1720—1790), stolnik wendeński. Ostatnim właścicielem dóbr rakowickich był Teodor Tołłoczko (1876—1946), żonaty z Jadwigą z Ponikwickich, syn Jana, powstańca styczniowego i Karoliny z Jaskłowskich. Za udział Jana Tołłoczko w powstaniu zesłano go na Sybir, a dobra rakowickie miały podlegać konfiskacie; dzięki podziałowi między jego braci (w roku 1890 należały do Juliana i Antoniego) pozostały w rękach rodziny.
W rodowym majątku Tołłoczków znajdował się dwór z zabudowaniami gospodarczymi i rozległym parkiem, zamieszkały do jesieni 1939 roku.
W latach 1921–1939 wieś należała do gminy Motykały w granicach II Rzeczypospolitej, w woj. poleskim w pow. brzeskim.

## Zabytki
- W roku 1910 (1908?) na zamknięciu topolowej alei wiodącej z dworu, przy miejscowym cmentarzu (na którym niegdyś znajdowała się unicka cerkiew wzniesiona jeszcze przez Szujskich), Teodor Tołłoczko wystawił neogotycką kaplicę p.w. Św. Kazimierza, podległą parafii Szczytniki[2]. Wokół niej znalazły miejsce nagrobki rodzinne, m.in. syna Jana i Karoliny z Jaskłowskich Stanisława Tołłoczki (1868—1935), kawalera orderu Polonia Restituta, doktora filozofii, profesora chemii Uniwersytetu Lwowskiego, autora wielu prac naukowych i wychowawcy pokoleń studentów[2]. Kaplica przetrwała obie wojny światowe; po roku 1939 zamknięta i opuszczona, stopniowo popadła w ruinę. Prowizorycznie remontowana od lat dziewięćdziesiątych XX wieku. We wnętrzu współcześnie wykonano tablicę ku czci fundatora kaplicy, Teodora Tołłoczki, z fundacji jego córki, Zofii Tołłoczko Swercz.Kaplica znajduje się na pn. zach. skraju wioski, w wydzielonej i obwiedzionej kamiennym murkiem części miejscowego cmentarza, położonego przy polnej drodze[2].
- Pozostałość parku dworskiego